# Mednarodna komisija za savski bazen
Mednarodna komisija za savski bazen (ISRBC) je bila ustanovljena z namenom implementacije Okvirnega sporazuma o Savskem bazenu (FASRB) in zagotavljanja sodelovanja med pogodbenic FASRB z namenom, da se uresničijo naslednji cilji:
- vzpostavitev mednarodnega režima plovbe po reki Savi in njenih plovnih pritokih;
- vzpostavitev trajnostnega upravljanja voda;
- sprejemanje ukrepov za preprečevanje ali omejevanje nevarnosti oz. tveganj.

Ti cilji se uresničujejo z naslednjimi dejavnostmi:
- usklajevanje pri razvoju skupnih načrtov v savskem bazenu kot so Načrta upravljanja voda v porečju reke Save, načrt upravljanja zaščite pred poplavami in načrt zaščite in reševanja;
- vzpostavitev enotnega informacijskega sistema v savskem bazenu, kot so GIS (geografski informacijski sistem), RIS (rečne informacijske storitve) in sistem monitoringa, napovedi in zgodnjega obveščanja v primeru nesreč, ter zaščito pred poplavami;
- priprava in realizacija razvojnih programov in ostalih strateških dokumentov, sodelovanje in usklajevanje pri pripravi študij in projektov;
- harmonizacija nacionalnih predpisov z EU predpisi;
- izdelava dodatnih protokolov za FASRB;
- sodelovanje in udeležba javnosti.

ISRBC je mednarodna organizacija v kateri sodelujejo 4 države pogodbenice FASRB (Bosna in Hercegovina, Hrvaška, Srbija in Slovenija). Ustanovljena je bila leta 2005 in deluje na celotnem porečju reke Save, ki obsega reko Savo in njene pritoke.
Z namenom implementacije FASRB ima ISRBC pristojnost, da sprejema odločitve na področju plovbe ter sprerjema priporočila na vseh ostalih področjih, ki se tičejo upravljanja voda.

## Povezave
- Uradna stran Mednarodna komisije za Savski bazen
- Iniciativa Pakta Stabilnosti z namenom ustanovitve in razvoja mednarodno priznanega združenja med štirimi državami v Savskem Bazenu (Mednarodna komisija za Savski bazen)